# Кармацька (Голишмановський міський округ)
Карма́цька (рос. Кармацкая) — присілок у складі Голишмановського міського округу Тюменської області, Росія.
Населення — 65 осіб (2010, 82 у 2002).
Національний склад станом на 2002 рік:
- росіяни — 99 %